# Shirley Fry
Shirley June Fry-Irvin (Akron (Ohio), 30 juni 1927 – Naples (Florida), 13 juli 2021) was een tennis- en badmintonspeelster uit de Verenigde Staten van Amerika.
Shirley Fry wist in haar tenniscarrière ieder grandslamtoernooi minstens eenmaal te winnen – Fry deed dit ook voor het vrouwendubbelspel. In totaal won zij vier grandslamtitels in het enkelspel, twaalf in het vrouwendubbelspel en één in het gemengd dubbelspel.
In de periode 1949–1956 nam zij zes keer deel aan het Amerikaanse Wightman Cup-team.
Op 15 februari 1957 trad zij in Australië in het huwelijk met Karl Eugene Irvin. In 1970 werd zij opgenomen in de internationale Tennis Hall of Fame.
Shirley Fry overleed in 2021 op 94-jarige leeftijd.

## Resultaten grandslamtoernooien
| Legenda | Legenda                          |
| ------- | -------------------------------- |
| g.t.    | geen toernooi gehouden           |
| l.c.    | lagere categorie                 |
| –       | niet deelgenomen                 |
| G       | uitgeschakeld in de groepsfase   |
| 1R      | uitgeschakeld in de eerste ronde |
| 2R      | uitgeschakeld in de tweede ronde |
| 3R      | uitgeschakeld in de derde ronde  |
| 4R      | uitgeschakeld in de vierde ronde |
| KF      | uitgeschakeld in de kwartfinale  |
| HF      | uitgeschakeld in de halve finale |
| F       | de finale verloren               |
| W       | het toernooi gewonnen            |
| w-v     | winst/verlies-balans             |

### Enkelspel
| Toernooi        | 1941  | 1942  | 1943  | 1944  | 1945  | 1946† | 1947† | 1948  | 1949  | 1950  | 1951  | 1952  | 1953  | 1954  | 1955  | 1956  | 1957  | Carrière WR |
| --------------- | ----- | ----- | ----- | ----- | ----- | ----- | ----- | ----- | ----- | ----- | ----- | ----- | ----- | ----- | ----- | ----- | ----- | ----------- |
| Australian Open | g.t.  | g.t.  | g.t.  | g.t.  | g.t.  | –     | –     | –     | –     | –     | –     | –     | –     | –     | –     | –     | W     | 1 / 1       |
| Roland Garros   | ƒ     | ƒ     | ƒ     | ƒ     | –     | –     | –     | F     | –     | KF    | W     | F     | HF    | –     | –     | –     | –     | 1 / 5       |
| Wimbledon       | g.t.  | g.t.  | g.t.  | g.t.  | g.t.  | –     | –     | KF    | 4R    | KF    | F     | HF    | HF    | KF    | –     | W     | –     | 1 / 8       |
| US Open         | 1R    | KF    | 1R    | KF    | 1R    | 1R    | 3R    | 3R    | 3R    | KF    | F     | HF    | HF    | HF    | KF    | W     | –     | 1 / 16      |
| WR              | 0 / 1 | 0 / 1 | 0 / 1 | 0 / 1 | 0 / 1 | 0 / 1 | 0 / 1 | 0 / 3 | 0 / 2 | 0 / 3 | 1 / 3 | 0 / 3 | 0 / 3 | 0 / 2 | 0 / 1 | 2 / 2 | 1 / 1 | 4 / 30      |

### Vrouwendubbelspel
| Toernooi        | 1941  | 1942  | 1943  | 1944  | 1945  | 1946† | 1947† | 1948  | 1949  | 1950  | 1951  | 1952  | 1953  | 1954  | 1955  | 1956  | 1957  | Carrière WR |
| --------------- | ----- | ----- | ----- | ----- | ----- | ----- | ----- | ----- | ----- | ----- | ----- | ----- | ----- | ----- | ----- | ----- | ----- | ----------- |
| Australian Open | –     | g.t.  | g.t.  | g.t.  | g.t.  | g.t.  | –     | –     | –     | –     | –     | –     | –     | –     | –     | –     | W     | 1 / 1       |
| Roland Garros   | ƒ     | ƒ     | ƒ     | ƒ     | –     | –     | –     | F     | –     | W     | W     | W     | W     | –     | –     | –     | –     | 4 / 5       |
| Wimbledon       | g.t.  | g.t.  | g.t.  | g.t.  | g.t.  | –     | –     | 3R    | HF    | F     | W     | W     | W     | F     | –     | HF    | –     | 3 / 8       |
| US Open         | –     | 1R    | 1R    | KF    | HF    | HF    | HF    | HF    | F     | F     | W     | W     | W     | W     | F     | F     | –     | 4 / 15      |
| WR              | 0 / 0 | 0 / 1 | 0 / 1 | 0 / 1 | 0 / 1 | 0 / 1 | 0 / 1 | 0 / 3 | 0 / 2 | 1 / 3 | 3 / 3 | 3 / 3 | 3 / 3 | 1 / 2 | 0 / 1 | 0 / 2 | 1 / 1 | 12 / 29     |

### Gemengd dubbelspel
| Toernooi        | 1951 | 1952 | 1953 |   | 1955 | 1956 | 1957 |
| --------------- | ---- | ---- | ---- | - | ---- | ---- | ---- |
| Australian Open | –    | –    | –    | – | –    | KF   |      |
| Roland Garros   | –    | F    | HF   | – | –    | –    |      |
| Wimbledon       | –    | –    | F    | – | W    | –    |      |
| US Open         | F    | –    | –    | F | –    | –    |      |

| Aanvullende legenda | Aanvullende legenda                                                                          |
| ------------------- | -------------------------------------------------------------------------------------------- |
| †                   | in 1946 en 1947 werd Roland Garros na Wimbledon gehouden                                     |
| ƒ                   | toernooi slechts voor Fransen (gespeeld tijdens de Duitse bezetting)                         |
| WR                  | winstratio (het aantal gewonnen toernooien ten opzichte van het aantal gespeelde toernooien) |